# Black Friday (single van Tom Odell)
Black Friday is een nummer van de Britse singer-songwriter Tom Odell uit 2023. Het is de eerste single van zijn gelijknamige zesde studioalbum.

## Achtergrondinformatie
Het nummer begint rustig, maar tegen het einde breekt het meer open. De titel "Black Friday" werd gekozen omdat Odell het nummer schreef op de dag voor Black Friday, tevens de verjaardag van de zanger. Daarnaast is de titel een metafoor voor de chaos die Odell ervaart in zijn leven. Hij zingt over de onrust in zichzelf, de wens naar een beter lichaam en de onzekerheden in zijn relatie. In het hele nummer gebruikt hij vaak het woord "black" om zijn donkere gedachten te symboliseren over hoe erg hij zichzelf vergelijkt met anderen. Verder deelt hij hoe hij troost vindt en hulp zoekt bij zijn vriendin, van wie hij, ondanks de twijfels in zijn relatie, zielsveel houdt. Hij spreekt dan ook zijn bewondering uit aan haar, en aan al zijn dierbaren, terwijl hij zingt dat hij naar zichzelf onaardig neigt te zijn.
"Black Friday" werd een kleine hit in Odells thuisland het Verenigd Koninkrijk, waar het de 21 positie bereikte. Elders in Europa werd de plaat ook een bescheiden succes, waaronder in het Nederlandse taalgebied. In Nederland bereikte het nummer de 20e positie in de Tipparade, terwijl het in de Vlaamse Ultratop 50 de 45e positie bereikte. TikTok-gebruikers hebben het nummer regelmatig gebruikt om zelf hun eigen onzekerheden aan te kaarten.

## Tracklijst
Muziekdownload
1. "Black Friday" - 3:40

## Black Friday (Pretty Like the Sun)
De Belgische dj Lost Frequencies bracht in de zomer van 2024 een deephouseremix van het nummer uit, getiteld Black Friday (Pretty Like the Sun). In het Verenigd Koninkrijk was deze remix met een 50e positie minder succesvol dan het origineel, maar daarbuiten werd het succes van origineel ruim overtroffen. Zo bereikte het de nummer 1-positie in de Vlaamse Ultratop 50, en de 9e positie in de Nederlandse Top 40. Ook werd de remix in meer landen een hit dan het origineel.

## Hitlijsten

### VlaamseUltratop 50
| Hitnotering: 03-08-2024 t/m 19-04-2024 | Hitnotering: 03-08-2024 t/m 19-04-2024 | Hitnotering: 03-08-2024 t/m 19-04-2024 | Hitnotering: 03-08-2024 t/m 19-04-2024 | Hitnotering: 03-08-2024 t/m 19-04-2024 | Hitnotering: 03-08-2024 t/m 19-04-2024 | Hitnotering: 03-08-2024 t/m 19-04-2024 | Hitnotering: 03-08-2024 t/m 19-04-2024 | Hitnotering: 03-08-2024 t/m 19-04-2024 | Hitnotering: 03-08-2024 t/m 19-04-2024 | Hitnotering: 03-08-2024 t/m 19-04-2024 | Hitnotering: 03-08-2024 t/m 19-04-2024 | Hitnotering: 03-08-2024 t/m 19-04-2024 | Hitnotering: 03-08-2024 t/m 19-04-2024 | Hitnotering: 03-08-2024 t/m 19-04-2024 | Hitnotering: 03-08-2024 t/m 19-04-2024 | Hitnotering: 03-08-2024 t/m 19-04-2024 |
| Week:                                  | 1                                      | 2                                      | 3                                      | 4                                      | 5                                      | 6                                      | 7                                      | 8                                      | 9                                      | 10                                     | 11                                     | 12                                     | 13                                     | 14                                     | 15                                     | 16                                     |
| -------------------------------------- | -------------------------------------- | -------------------------------------- | -------------------------------------- | -------------------------------------- | -------------------------------------- | -------------------------------------- | -------------------------------------- | -------------------------------------- | -------------------------------------- | -------------------------------------- | -------------------------------------- | -------------------------------------- | -------------------------------------- | -------------------------------------- | -------------------------------------- | -------------------------------------- |
| Positie:                               | 10                                     | 8                                      | 8                                      | 8                                      | 6                                      | 6                                      | 7                                      | 1                                      | 3                                      | 1                                      | 3                                      | 2                                      | 4                                      | 3                                      | 2                                      | 6                                      |
| Week:                                  | 17                                     | 18                                     | 19                                     | 20                                     | 21                                     | 22                                     | 23                                     | 24                                     | 25                                     | 26                                     | 27                                     | 28                                     | 29                                     | 30                                     | 31                                     | 32                                     |
| Positie:                               | 7                                      | 12                                     | 10                                     | 9                                      | 11                                     | 14                                     | 12                                     | 12                                     | 17                                     | 21                                     | 17                                     | 16                                     | 22                                     | 23                                     | 22                                     | 31                                     |
| Week:                                  | 33                                     | 34                                     | 35                                     | 36                                     | 37                                     |                                        |                                        |                                        |                                        |                                        |                                        |                                        |                                        |                                        |                                        |                                        |
| Positie:                               | 29                                     | 36                                     | 37                                     | 33                                     | 44                                     | uit                                    |                                        |                                        |                                        |                                        |                                        |                                        |                                        |                                        |                                        |                                        |

### Tracklijst
- Muziekdownload

1. "Black Friday (Pretty Like the Sun)" - 2:25